# Serra d'en Jover
La Serra d'en Jover és una serra situada entre els municipis de Colldejou a la comarca del Baix Camp, Capçanes a la del Priorat i Tivissa a la comarca de la Ribera d'Ebre, amb una elevació màxima de 833 metres.